# Јаковани
Јаковани (слч. Jakovany) насељено је мјесто са административним статусом сеоске општине (слч. obec) у округу Сабинов, у Прешовском крају, Словачка Република.

## Становништво
| Година:    | 1994. | 2004.   | 2014.   | 2024.   |
| ---------- | ----- | ------- | ------- | ------- |
| Број људи: | 370   | 355     | 351     | 349     |
| Разлика:   |       | -4,05 % | -1,12 % | -0,56 % |

| Година:    | 2023. | 2024.   |
| ---------- | ----- | ------- |
| Број људи: | 353   | 349     |
| Разлика:   |       | -1,13 % |

Према подацима о броју становника из 2011. године насеље је имало 347 становника.